# キルギスの政治
キルギスの政治（きるぎすのせいじ）は、議院内閣制である。大統領は象徴的地位であり、首相は議会選挙において過半数を獲得した政党が指名する。2010年の改正以前の旧憲法では、半大統領制の間接民主主義体制であり、大統領は国家元首であった。

## 独立後の政治

### アカエフ政権時代
キルギスが完全に独立した当初、大統領アスカル・アカエフは誠心誠意改革に携わることを明らかにした。しかし、国際通貨基金（IMF）など西側から資金援助を受けたとはいえ、キルギスは経済面で初めから重大な困難に直面した。主に同国が自由市場経済に移行するのを妨げるソ連の貿易ブロックが崩壊した結果である。
1993年、アカエフ側近に対する汚職が行われているとの申し立ては、主要なスキャンダルになった。不正を行ったとして起訴されたうちのひとりは、副大統領フェリックス・クロフで、12月に道義的責任を採って辞任した。クロフが辞任すると、アカエフは政府を解散し、最後の共産党出身の首相、アパス・ジュマグロフに組閣を要請した。1994年1月、アカエフは任期延長の是非を問う国民投票を実施した。アカエフは96.2%を獲得した。
新憲法は1993年5月に議会で可決された。しかし、1994年、議会は任期満了（1995年2月）に先立つ最後の時期に定数を満たすことができなかった。アカエフは議会多数派に棄権させたとして大いに非難された。アカエフは共産党が国会議員が自分の役割を果たせないよう妨げたので政治的危機の原因になったと断言した。アカエフは2つの憲法改正案（一つは国民投票の方法を改め、もう一つはジョゴルク・ケネシ (Jogorku Keņesh) と呼ぶ新たな二院制議会の創設）を提示して、圧倒的な支持を得た1994年10月の国民投票を計画した。
両院の選挙が（35議席のフルタイムの議院と70議席のパートタイムの議院）、1995年2月にほとんどの国際監視団から非常に自由かつ公開されたものとみなされて行われたが、投票日の進行は、広汎な不正行為で台無しになった。無所属の候補者が議席の殆どを占め、個人攻撃が思想に勝ったことを示唆している。新しい議会は、1995年3月に最初の会期が召集された。最初にすべきことのひとつが、憲法でどの言語を使用するかを確定することであった。
キルギスの独立政党は、1996年の議会選挙に出馬した。1996年2月の国民投票は（憲法違反と国民投票法）、憲法をアカエフに更に権力を与えるように改正した。普通選挙で議院を直接選ぶ規定を削除した憲法でもあった。憲法改正で大統領に議会を解散する権限を与えたが、議会の権限もさらに明確に規定した。この時から議会は行政から真の独立を勝ち取った。
1998年の国民投票で憲法改正が承認され、この中には上院の議席増加、下院の議席減少、議員特権の減少、不動産入札規定の改革、国家予算の改革がある。
議会選挙は2回2000年2月20日と3月12日に行われた。アメリカ合衆国の全面的な支持で、OSCEは選挙が自由かつ公平な選挙という公約に応じられず、よって貧弱なものになっていると報告した。野党候補や野党に対する疑念のある司法手続きで、国営メディアは政府系の候補寄りの報道をし政府は野党寄りの独立系メディアに圧力をかけたとはいえ、キルギスの有権者に与えられた選択肢は制限された。
2002年、野党の指導者アジンベク・ベクナザロフは当地の当局により収監されたが、これが政治的な引き金になったと多くの人から信じられている。この逮捕から警察との衝突に発展するデモが起こり、事件は5人が死亡する事態になった。
5月が近づくにつれて当局は弁舌さわやかな前の大統領候補を「住居侵入」で10年の刑に処して権力の影響力を更に広げた。同月、この年の初めにデモで死者が出たことに対する非難を受け入れ、政権は総辞職した。ニコライ・タナーエフが首班とする新政権がこの時作られ、以来続いている。
11月、野党が首都を行進しアカエフの辞任を要求すると発表すると、アカエフはさらに多くのデモに直面した。警察は多くのデモ参加者を逮捕することで対処し、独裁体制に対する非難を浴びた。
2003年6月までに下院はソ連時代からのアカエフと「傀儡」2人が生涯にわたって訴追されることはなくなると発表し、アカエフは遂に引退の道筋をつけた。

### バキエフ政権時代
2005年、議会選挙の結果が問題になり、正当な政権であると主張する与党との間で混乱が起きた。7月10日、臨時大統領で野党指導者のクルマンベク・バキエフが大統領選挙で地滑り的勝利を収めた。（チューリップ革命参照）
2006年、バキエフはビシュケクで数千人が一連のデモに参加するという危機に直面した。デモ隊は大統領権限を制限し議会と内閣にもっと権限を与える憲法改正の約束を守っていないと非難した。汚職や犯罪、貧困問題を撲滅できていないとも非難した。バキエフは自分に対するクーデター計画があるとして野党を次々と起訴した。議員数人がこの混乱の中で殺されている。
2009年3月29日、バキエフ大統領のスポークスマンは、2001年以降駐留している米軍の基地を閉鎖する方針に変更はないことを明言した。
2009年7月の大統領選挙ではバキエフが大差で勝利したが、この裏では大規模な選挙違反が行われているという見方が専らであった。政権中枢にはバキエフの次男のマクシムが入り、汚職を始めとした放漫ぶりが広まると、国民の政権に対する不満は高まりみせ2010年4月に始まった反政府運動によりバキエフはビシュケクを脱出、政権は事実上崩壊。4月7日、野党勢力は指導者で元外相のローザ・オトゥンバエヴァを首班とする臨時政府の樹立を宣言し、バキエフは政権の座を追われた。

### 暫定政権時代
2010年6月27日に新憲法についての国民投票を実施し、90.55%の賛成を得て発効した。。
同年5月19日、ローザ・オトゥンバエヴァが「暫定キルギス共和国大統領」（任期は2011年12月31日まで）に就任。7月14日、暫定政府に代わる「技術政府」を発足した。
10月になり国会総選挙が行われたが、6月のオシ暴動などで暫定政権の威信が低下していた事や、ロシアが圧力をかけたことなどから、暫定政権の与党連合は伸び悩み、旧バキエフ派からなるアタ・ジュルト党が第一党という結果となった。オトゥンバエヴァはキルギス共和党のオムルベク・ババノフに組閣工作を依頼した結果、キルギス社会民主党のアルマズベク・アタンバエフ首相のもと、アタ・ジュルト党、社会民主党、共和党による連立政権が12月に始まった。

### 民政復帰後
2011年10月に行われた大統領選挙によって、暫定政権で副首相、首相を歴任したアルマズベク・アタンバエフが、約63%の得票でアタ・ジュルト党のカムチュベク・タシーエフを破り第4代大統領に就任した。アタンバエフは自ら「親ロシア派」であると繰り返し公言しており、旧ソビエト連邦の構成共和国であった国々の政治的な再統合を目指すユーラシア連合にも賛同している。
2012年9月に首相がババノフからジャントロ・サティバルディエフに交代したことに伴い、連立政権から共和党が離脱。社会民主党、アル・ナミス、アタ・メケン社会党の連立政権となった。
2020年議会選挙の不正に端を発する反政府デモでソーロンバイ・ジェーンベコフ大統領は退陣を余儀なくされ、釈放された野党指導者サディル・ジャパロフが議会より新首相就任を承認され政権を掌握。2021年1月10日の大統領選挙で当選し、同年4月11日に執行した国民投票で憲法改正案が可決され、大統領権限の強化に成功した。

## 行政府
| 役職         | 氏名                   | 政党       | 就任           |
| ------------ | ---------------------- | ---------- | -------------- |
| 大統領       | サディル・ジャパロフ   | メケンチル | 2021年1月28日  |
| 閣僚会議議長 | アキルベク・ジャパロフ | 尊厳       | 2021年10月12日 |

旧憲法では大統領は5年の任期で一般投票で選出され、首相は大統領が指名し、議会が確認する形をとっていた。また、内閣は首相の要請に基づいて大統領が任命していた。

## 憲法
2010年以前に定められていた旧憲法は全部で9章から成り立っていた。大統領職について、「外交・内政の政策を決定し、キルギス国家を代表する」地位とされる。また首相、最高裁長官、最高検検事長の任命権や外交決定権、法案提出権など広範な権限が与えられていた。
こうした強大な権限を大統領に与えていたことが、アカエフ、バキエフ両政権が独裁化した原因であるとして、2010年にバキエフ政権を打倒した暫定政府は憲法改正を実施。大統領を象徴的地位とし、政体を大統領制から議院内閣制に移行させた。憲法の草案は2010年6月27日の国民投票の結果、9割以上の賛成で承認され発効した。この新憲法は短期間で起草されたものであるものの、その下でキルギス史上初めて平和的な政権移行が実現している。
新憲法では、旧憲法のうち、大統領権限に関する5章を大幅改正し、形式的な首相の任命権やキルギス軍最高司令官としての地位は残すものの、閣僚の任命権は議会に移し、国事行為も「首相との協議」を義務付けた。また、政府は大統領ではなく、議会に責任を負うと明記した。
しかし2016年10月、議会が憲法改正の是非を問う国民投票の実施法案を審議している最中、原本紛失が明らかとなり、それを巡って騒ぎが起きている。原本紛失に対してアルマズベク・アタムバエフ大統領を始め、官邸や司法省、公文書館は「原本を一度も保管したことがない」と主張。更に大統領顧問であるファリド・ニヤゾフは「発布当時に国営新聞に全文が掲載されており、直筆の署名入りの原本がなくとも問題はない」と述べている。この姿勢に対し、キルギスの国営通信社24は「『法的手続きを軽視し、有権者の意思を尊重しない』政府の体質が露呈した」と批判している。加えて、アタムバエフ大統領の指示で立案された改憲案は、政変以前の大統領並みの強大な権限を首相に与えるものとなっており、2010年からの新憲法とは逆行する内容であった為、4党連立の政権内にも対立が起き、同年10月26日、内閣は遂に総辞職する事となった。
その後の同年12月11日、同国内で、憲法改正の是非を問う国民投票と地方議会選挙が同時に開催されることとなった。また、トルコをはじめとする約200人の外国人監視員と国内の数千人の監視員が選挙を監視していたことが報じられている。当時、国民投票に問われた憲法改正案については、首相と副首相が議員資格を喪失しないことや地方行政の任命権を首相に委譲することなどの項目が盛り込まれており、有権者たちは行政権を強化する改正点に支持する票を投じている。また、キルギス中央選挙委員会は「有権者の約80%が構造改革を支持した」と発表している。
国民投票の結果、憲法草案は第41条を改正したものとなり、首相権限が強化されることとなったものの、大統領の任務と権限には触れられずじまいとなった。この投票で新憲法が可決され、翌年の2017年1月にはアタムバエフ大統領が、同憲法を承認したことが報道された。
アタムバエフ大統領はこの憲法式典での演説で「キルギス国民がキルギスの独立性の強化と連帯を支えつつ、憲法を地雷から一掃した」と語った他、新憲法可決において感謝の意を述べつつ「独立の道への大きな歴史的ステップを踏み出した」との強調で国民に対するコメントを続けている。同大統領はさらに、「新憲法では国民に対し、政権を民事的方法により変革する可能性が与えられている」と強調している。

## 立法府
一院制の比例代表制で、定数は120議席、任期は5年(憲法第70条第2項、第2項)。過半数議席を獲得した政党が自動的に「首相を指名する」と定められている(憲法第84条)。一方、一党が65以上の議席を確保することを禁じ(憲法第70条第2項))、首相と最大与党が結託して新たな独裁に走ることを防ぐ仕組みも取り入れている。

## 圧力団体と指導者
- 自由労組評議会
- キルギス人権委員会 - ラマザン・ディリルダエフ
- 全国統一民主運動
- 企業家連盟

## 司法府
最高裁判所の判事は、大統領の要請により10年の任期で最高評議会から任命される。

## 行政区画
キルギスは7州（oblastlar（単数形：oblasty））1市* (Shaar) に分かれている。
- バトケン州 (バトケン)
- ビシュケク*
- チュイ州（ビシュケク）
- ジャララバード州 (ジャララバード)
- ナリン州 (ナリン)
- オシ州（オシ）
- タラス州（タラス）
- イシク・クル州 (カラコル)

注： 行政の中心は、丸括弧の中にある。

## 加盟する国際機構
AsDB、CIS、EAPC、EBRD、ECO、FAO、IBRD、ICAO、ICCt（加盟国）、ICRM、IDA、IDB、IFAD、IFC、IFRCS、ILO、IMF、Interpol、IOC、IOM、ISO（調印）、ITU、NAM（オブザーバー）、OIC、OPCW、OSCE、PCA、PFP、SCO、UN、UNAMSIL、UNCTAD、UNESCO、UNIDO、UNMIK、UPU、WCO、WFTU、WHO、WIPO、WMO、WToO、WTrO